# Leonardo (Station spatiale internationale)
Module de l'ISS
Leonardo ou Permanent Multipurpose Module (PMM) est un module pressurisé du segment américain de la Station spatiale internationale utilisé pour le stockage des pièces détachées, du ravitaillement et des déchets. Initialement Leonardo est un des trois modules logistiques multi-usages qui peuvent être installés dans la soute de la navette spatiale américaine pour transporter des équipements et du ravitaillement à destination de l'intérieur la Station spatiale. Leonardo effectue ainsi 6 allers-retours mais avec l'arrêt de la navette spatiale, la NASA décide de faire de Leonardo un des modules permanents de la Station afin de pallier les problèmes d'espace de stockage. Le module, qui peut recevoir 16 armoires amovibles, est placé une dernière fois en orbite au cours de la mission STS-133 et est amarré définitivement au module Unity le 2 mars 2011. Leonardo comme les autres MPLM est construit par la société Alenia Aerospazio (Italie) et financé par l'Agence spatiale italienne (ASI).

## Historique
Leonardo est initialement un des trois module logistique multi-usages utilisé de manière récurrente dans le cadre des missions de la navette spatiale américaine pour transférer les équipements à destination et en provenance de la Station spatiale internationale. La fabrication des modules MPLM réalisée par l'entreprise Alenia Aerospazio (Italie) est financée par l'Agence spatiale italienne (ASI) en échange d'un temps d'accès aux installations de la Station spatiale internationale. Son nom de baptême est une référence à Leonard de Vinci. Les modules MPLM se trouvent sans emploi après l'arrêt anticipé de la navette spatiale décidé en 2004 et qui intervient en juillet 2011. La Station spatiale internationale manque d'espace de rangement. Il est décidé que le MPLM Léonardo, qui est utilisé à 6 reprises, est rattaché en permanence à la Station spatiale fournissant à celle-ci un lieu de stockage pour les pièces détachées, le ravitaillement et les déchets en attendant leur évacuation. Pour remplir son nouveau rôle, le nouveau module, rebaptisé Permanent Logistics Module (PLM c'est-à-dire module permanent logistique) reçoit une protection renforcée contre les débris spatiaux et les micrométéorites. Le PLM est mis en orbite pour la dernière fois dans le cadre de la mission STS-133 de la navette spatiale américaine, qui est lancée le 24 février 2011. Le 1er mars le module est amarré de manière définitive à la Station spatiale internationale. Il est rattaché au port d'amarrage du module Unity situé au nadir (face à la Terre).

## Caractéristiques techniques
Leonardo comme les autres MPLM mesure environ 6,4 m de long, 4,57 m de diamètre et pèse 4,5 tonnes. Son volume pressurisé est de 67 m3.  Il peut contenir 16 armoires de type ISPR. Il dispose d'un unique port d'amarrage au format Common Berthing Mechanism. Pour les missions de ravitaillement Leonardo est arrimé à l'arrière de la soute cargo de la navette spatiale. Une fois parvenu à la Station, le module est saisi par le bras Canadarm manipulé par un opérateur situé dans la navette spatiale et est fixé à un des ports d'amarrage de la Station spatiale. Une fois le module vidé de son contenu et rempli avec les composants à ramener à Terre (pièces à réparer, résultats d'expériences scientifiques), l'opération inverse est effectuée pour replacer le module dans la navette spatiale. 
| Date de lancement | Mission             | Navette   | Amarrage   |
| ----------------- | ------------------- | --------- | ---------- |
| 8 mars 2001       | STS-102 ISS 5A.1    | Discovery | Temporaire |
| 10 août 2001      | STS-105 ISS 7A.1    | Discovery | Temporaire |
| 5 juin 2002       | STS-111 ISS UF-2    | Endeavour | Temporaire |
| 4 juillet 2006    | STS-121 ISS ULF 1.1 | Discovery | Temporaire |
| 14 novembre 2008  | STS-126 ISS ULF 2   | Endeavour | Temporaire |
| 29 août 2009      | STS-128 ISS 17A     | Discovery | Temporaire |
| 24 février 2011   | STS-133 ISS 17A     | Discovery | Permanent  |

Leonardo
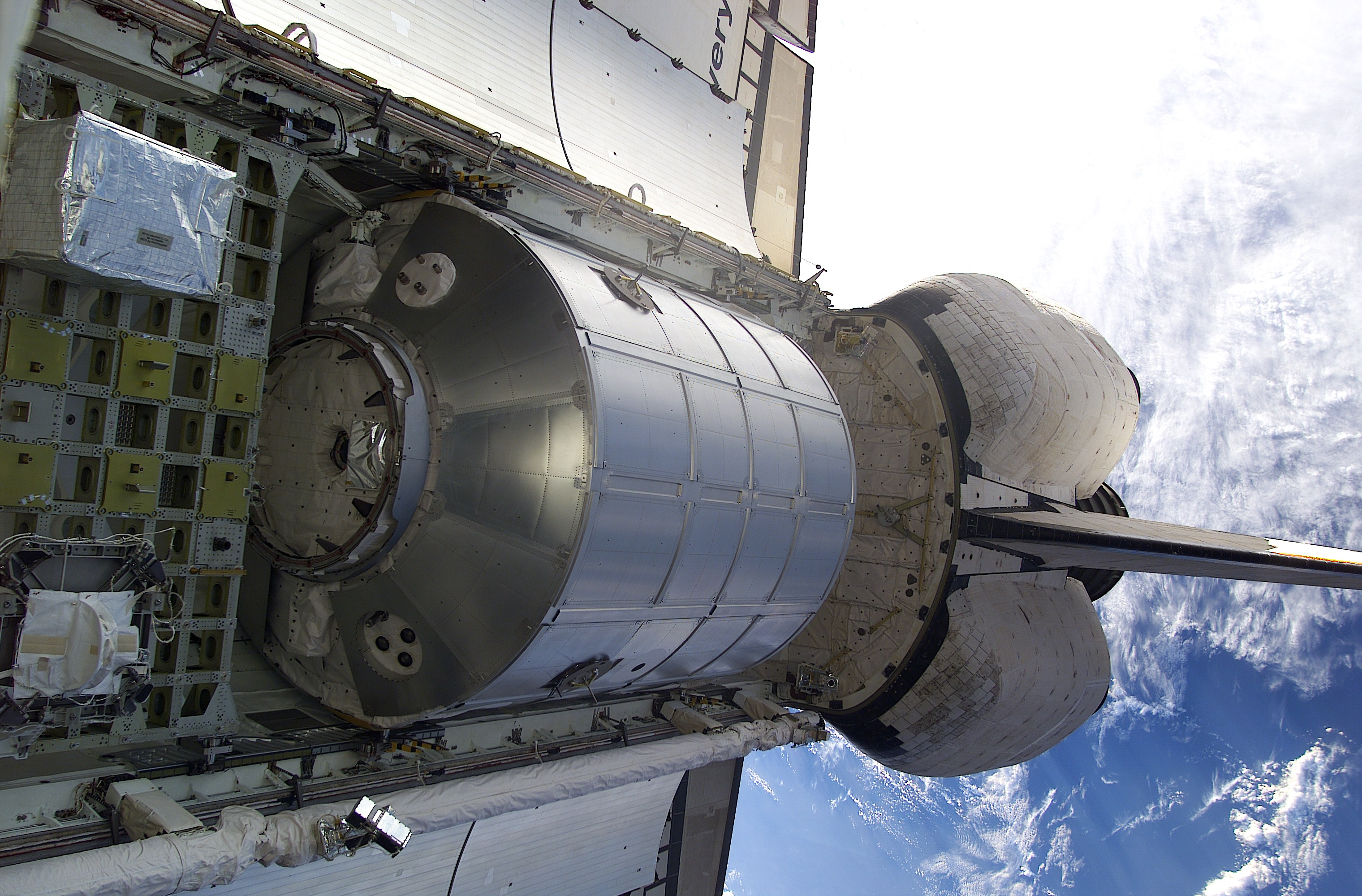
Leonardo au cours de son premier vol dans la soute cargo de la navette spatiale en 2001.
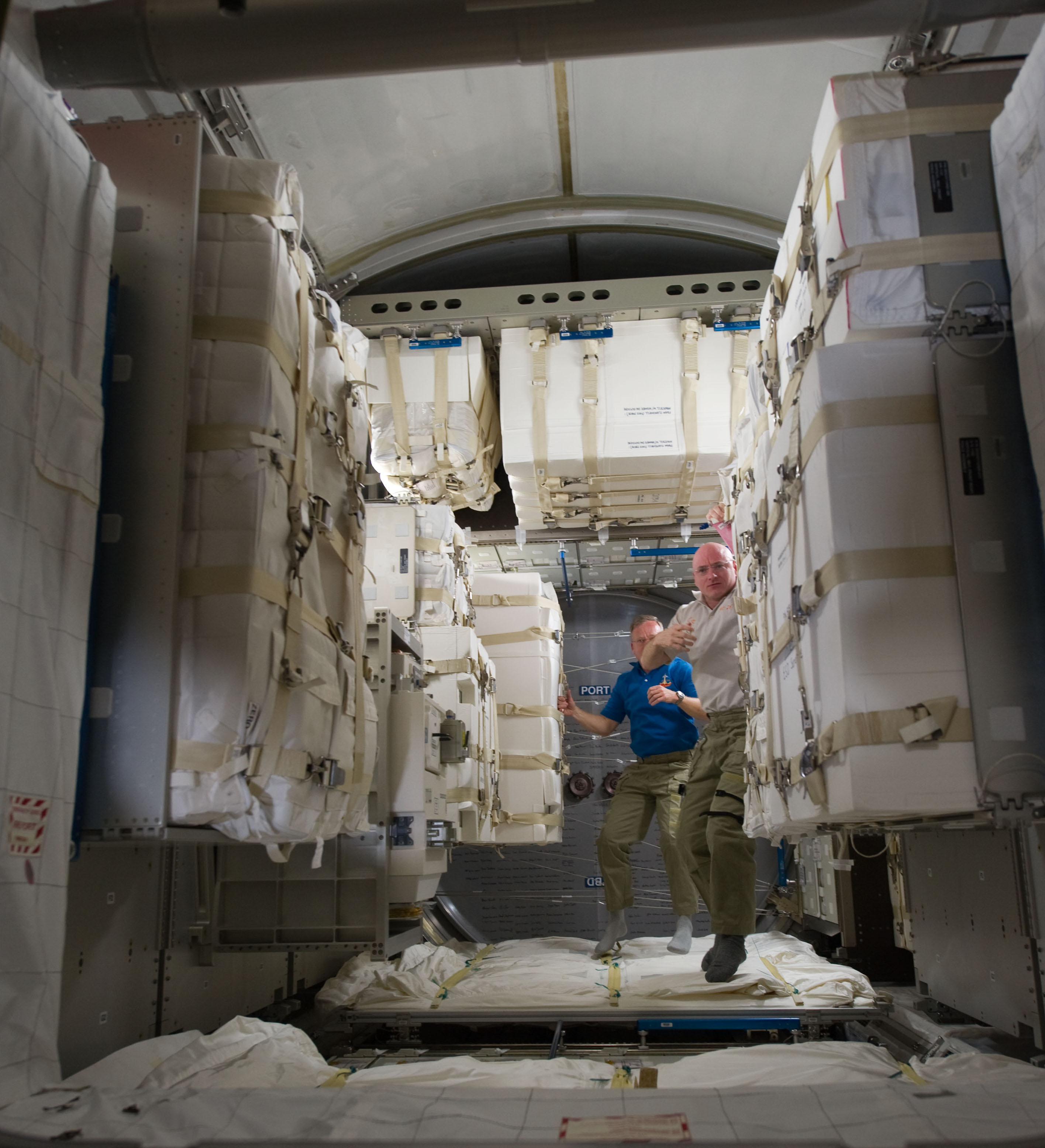
On distingue sur cette photo de Leonardo plusieurs armoires amovibles au format ISPR.
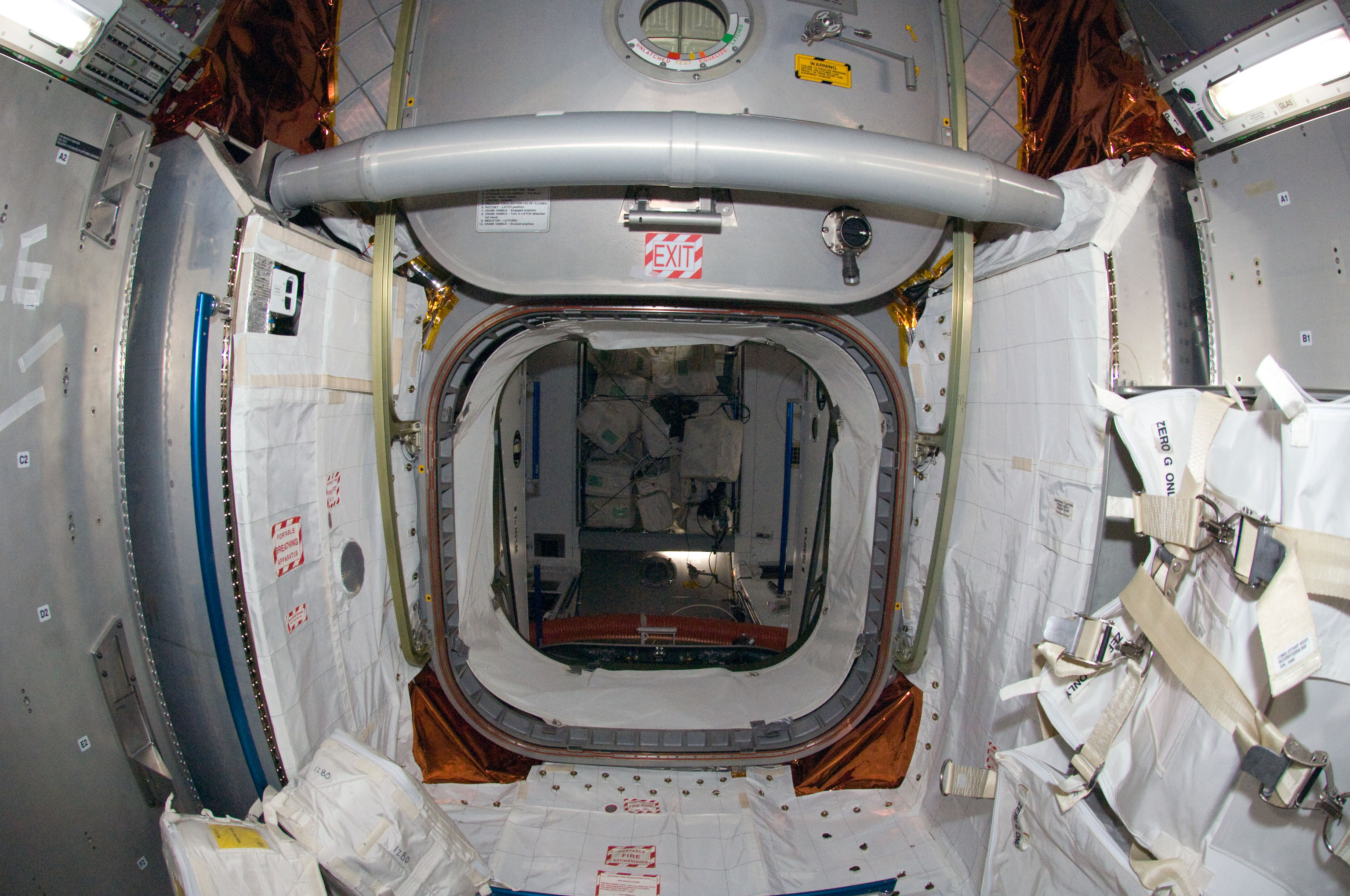
L'écoutille au format CBM a un gabarit particulièrement généreux.